# Dmitri Dashchinsky
Dmitri Dashchinsky, né le 9 novembre 1977 à Minsk, est un skieur acrobatique biélorusse spécialisé dans le saut acrobatique. Cet athlète est issu du plongeon sportif mais se tourne vers le saut acrobatique. Jamais sacré champion, il se place souvent sur les podiums mondiaux.

## Palmarès

### Jeux olympiques d'hiver
| Édition/Discipline   | Saut acrobatique |
| Jeux olympiques 1998 | 3e               |
| Jeux olympiques 2002 | 7e               |
| Jeux olympiques 2006 | 2e               |
| Jeux olympiques 2010 | 11e              |

### Championnats du monde
| Édition/Discipline | Saut acrobatique |
| Mondiaux 1997      | 18e              |
| Mondiaux 1999      | 8e               |
| Mondiaux 2001      | 2e               |
| Mondiaux 2003      | 13e              |
| Mondiaux 2005      | 4e               |
| Mondiaux 2007      | 2e               |
| Mondiaux 2009      | 22e              |
| Mondiaux 2013      | 12e              |

### Coupe du monde
- 1 petit globe de cristal :
  - Vainqueur du classement sauts en  2006.
- 30 podiums dont 13 victoires.
- Détail des victoires :
  - Steamboat  (17 janvier 1999)
  - Heavenly  (24 janvier 1999)
  - Sunday River  (27 janvier 2001)
  - Ruka  (5 décembre 2003)
  - Deer Valley  (31 janvier 2004)
  - Spindleruv Mlyn  (5 mars 2005)
  - Changchun  (18 décembre 2005)
  - Deer Valley  (14 janvier 2006)
  - Spindleruv Mlyn  (5 février 2006)
  - Apex  (19 mars 2006)
  - Lianhua Mountain  (22 décembre 2007)
  - Myrkdalen-Voss  (17 mars 2012)
  - Val Saint Come  (12 janvier 2013)